# ولایت کاواچی

نقشه ژاپن در سال (سال ۱۸۶۸)

ولایت اچیزن (به ژاپنی: 河内国 Kawachi no kuni) یکی از ولایت‌ها در تقسیم‌بندی کشوری قدیم ژاپن بود. این ولایت امروزه بخش شرقی استان اوساکا را تشکیل می‌دهد.